# Las Silletas
Las Silletas är en ort i Mexiko.   Den ligger i kommunen Chicontepec och delstaten Veracruz, i den sydöstra delen av landet, 200 km nordost om huvudstaden Mexico City. Las Silletas ligger 269 meter över havet och antalet invånare är 247.
Terrängen runt Las Silletas är kuperad åt sydost, men åt nordväst är den platt. Runt Las Silletas är det ganska tätbefolkat, med 65 invånare per kvadratkilometer. Närmaste större samhälle är Benito Juárez, 19,0 km väster om Las Silletas. Omgivningarna runt Las Silletas är en mosaik av jordbruksmark och naturlig växtlighet.